# Сокіл (заказник)
Со́кіл — ландшафтний заказник загальнодержавного значення в Україні. Розташований у межах Кам'янець-Подільського району Хмельницької області, на північний схід від села Карачківці. Входить до складу національного природного парку «Подільські Товтри». 
Площа 56 га. Створений 1989 року. Перебуває у віданні Гуменецької сільської громади. 
Охороняється товтра тієї ж назви — одна з найвищих у рифовому пасмі Товтр. Схили вкриті заростями дерену, глоду, шипшини, ялівцю звичайного, терену. З рідкісних видів зростають: цибуля подільська, осока біла, а також ковила волосиста, яку внесено до Червоної книги України. 
Місце гніздування пугача — рідкісного виду, занесеного до Червоної книги України.

## Світлини

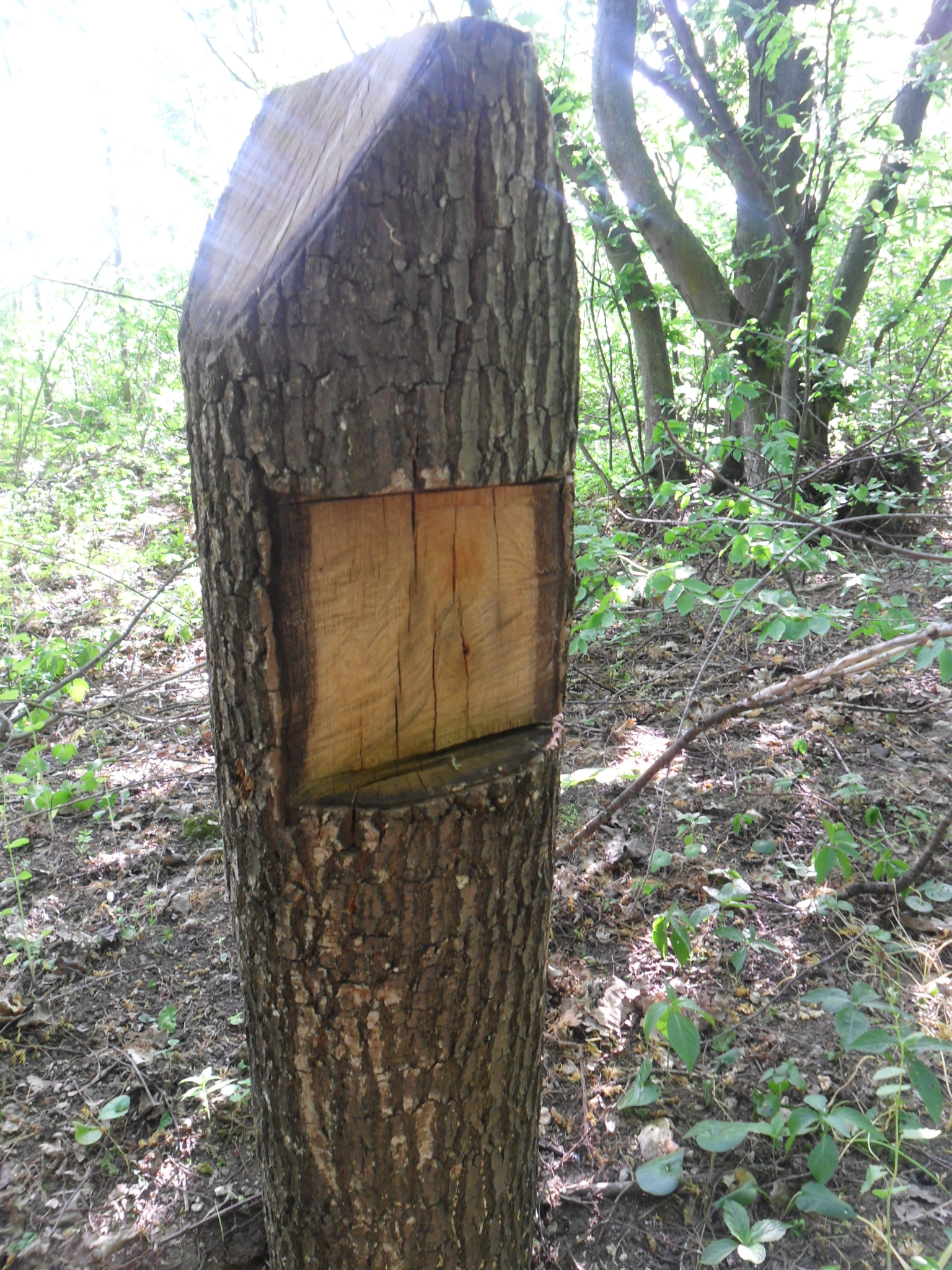
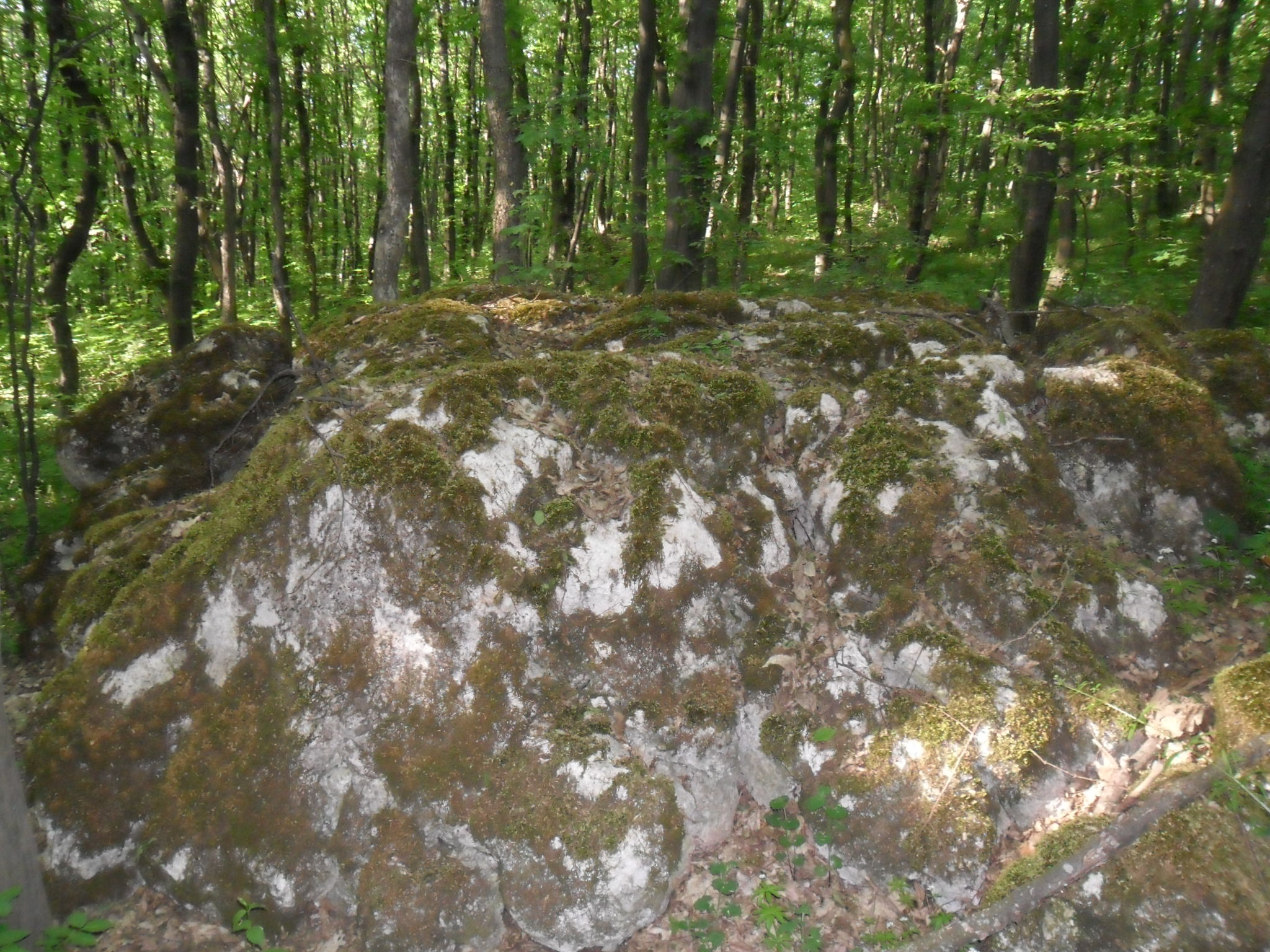